# Acronicta suhriana
Acronicta suhriana är en fjärilsart som beskrevs av Klaus Gilmer 1907. Acronicta suhriana ingår i släktet Acronicta och familjen nattflyn. Inga underarter finns listade i Catalogue of Life.